# Penestoglossini
De Penestoglossini zijn een geslachtengroep van vlinders in de onderfamilie Typhoniinae van de familie van de zakjesdragers (Psychidae).

## Geslachten
- Cossidopsyche Sobczyk, 2009
- Degia Walker, 1862
- Degiella Sobczyk, 2009
- Penestoglossa Felder & Rogenhofer, 1875
- Perisceptis Meyrick, 1931
- Plumana Busck, 1911